# In the Court of the Crimson King
In the Court of the Crimson King (підзаголовок An Observation by King Crimson) — дебютний студійний альбом британського рок-гурту King Crimson, випущений 10 жовтня 1969 року лейблом Island Records. Альбом є одним із найперших та найвпливовіших у жанрі прогресивного року; гурт поєднав у ньому музичні впливи, на яких була заснована рок-музика, з елементами джазу, класичної та симфонічної музики. Багато критиків вважають його одним із найкращих альбомів прогресивного року всіх часів.
Альбом посів 5-те місце в британському чарті альбомів і 28-ме — в американському Billboard 200, де отримав золоту нагороду Американської асоціації компаній звукозапису (RIAA).

## Створення альбому

### Написання
Пісня I Talk to the Wind була написана для гурту-попередника King Crimson — гурту Giles, Giles and Fripp (це єдина пісня на альбомі, для якої це було так), але King Crimson випустив її, щоб показати свою «м'яку» сторону. За словами автора слів Пітера Сінфілда, пісня написана під впливом Джоні Мітчелл. В інтерв'ю 1997 року Сінфілд сказав, що це його найулюбленіша пісня з усіх ним написаних.
Пісню The Court of the Crimson King написали разом Пітер Сінфілд та Іен Макдональд, клавішник і гравець на дерев'яних духових інструментах, для їхнього попереднього гурту The Creation. Спершу вона була написана в стилі кантрі і лише у виконанні King Crimson перетворилася на пісню в стилі прогресивний рок.

### Запис
Кілька джерел стверджують, що King Crimson дебютували наживо 9 квітня 1969 року в The Speakeasy Club у Лондоні, але Сінфілд стверджує, що вони виступили раніше в Ньюкаслі, замінивши скасований концерт King Curtis. Концерт у Speakeasy Club, який Сінфілд описує як їхній другий, був зірваний членами The Pink Fairies Drinking Club (серед яких був Стів Перегрін Тук; інцидент стався за кілька годин до його вильоту в США на дебютне американське турне T. Rex у серпні — вересні 1969 року), які святкували завершення роботи над альбомом Think Pink, сольним альбомом Твінка.
У липні 1969 року King Crimson виступав на розігріві у Rolling Stones на безплатному концерті The Stones in the Park у лондонському Гайд-парку перед великою кількістю глядачів, від 250 000 до 500 000 людей, що привернуло до них чималу увагу.
Початкові сесії альбому відбулися на початку 1969 року з продюсером Тоні Кларком, найбільш відомим своєю роботою з The Moody Blues. Вони не дали результату, і групі було надано дозвіл продюсувати альбом самостійно. Альбом був записаний на 1-дюймовому 8-канальному диктофоні в Wessex Sound Studios у Лондоні, розробленому Робіном Томпсоном і за сприяння Тоні Пейджа. Щоб досягти характерних пишних, оркестрових звуків на альбомі, Іен Макдональд витратив багато годин накладення шарів звуків мелотрона та різних дерев'яних духових і язичкових інструментів. У деяких випадках група, щоб створити глибокі багатошарові треки, здійснила п'ять циклів послідовного перезапису.

### Дизайн альбому
Дизайн обкладинки альбому створив Баррі Годбер (Barry Godber, 1946—1970) — програміст і друг Пітера Сінфілда. Як моделі він використав власне обличчя, видимо крізь дзеркало. Годбер помер у лютому 1970 року від серцевого нападу, невдовзі після виходу альбому. Це була єдина обкладинка, як він створив; оригінал картини зараз належить Роберту Фріппу. Фріпп говорив про роботи Годбера:
Коли Пітер [Сінфілд] приніс цю картину, вона дуже сподобалася гурту. Нещодавно я знайшов оригінал в офісі [керуючого лейблу E.G. Records], там його тримали під яскравим світлом, ризикуючи його зіпсувати, тож я зрештою забрав його. Обличчя зовні — це Шизоїдна людина [Schizoid Man, якій присвячена перша пісня], а всередині — Багряний король [Crimson King]. Якщо прикрити усміхнене обличчя, то в очах ви побачите неймовірний смуток. Що тут додати? Це віддзеркалення музики.

## Реліз
Альбом посів 5-те місце в британському UK Albums Chart та 28-ме місце в американському Billboard 200, де отримав золотий сертифікат від Американської асоціації компаній звукозапису.

### Перевидання
Альбом In the Court of the Crimson King кілька разів перевидавали в 1980-х і 1990-х роках на лейблах Polydor та E.G. Records, причому віддруковували його з копій, які вже кількаразово знімалися зі стереофонічної субмастерної стрічки. Через це якість звуку на них була низькою і було чутно шипіння стрічки.

Перевіряючи майстер-стрічку, Іен Макдональд виявив проблему на її правій доріжці, а оскільки з 1969 року майстер-стрічки першого покоління були відсутні, цю проблему усунули лише у 2002 році за допомогою еквалайзера. Фріпп припустив, що проблема була спричинена некомпетентністю інженерів мастерингу.
…деякі стрічки зводилися в різних країнах на апаратах, які не дуже добре обслуговувалися, або з копій, зроблених у країні-джерелі (це зазвичай США або Велика Британія, коли йдеться про рок-музику), де другий апарат не дуже добре обслуговувався. Потім ці касети надсилали в країни-ліцензіати, які не мали можливості належних чином їх порівняти і довіряли вихідному матеріалу з головного офісу звукозаписної компанії. Магнітофони працювали з різною швидкістю, і іноді тривалість звучання альбомів виявлялася на кілька секунд менше або більше.
У 1982 році студія звукозапису Mobile Fidelity Sound Lab випустила версію альбому на вінілі, зроблену Стеном Рікером (Stan Ricker) методом напівшвидкісного мастерингу за допомогою системи Ortofon Cutting System. У 1989 році Роберт Фріпп і Тоні Арнольд (Tony Arnold) зробили ремастеринг альбому для його дебютного видання на компакту-диску; ця версія увійшла до серії The Definitive Edition, яка складалася з інших ремастированих альбомів гурту.
У 1999 році альбом був знову ремастирований знову з нагоди 30-річчя гурту, цього разу з використанням 24-бітної апаратури і технології HDCD. Ремастеринг здійснювали Саймон Гейворт, Роберт Фріпп і Девід Сінглтон. Це видання увійшло до серії 30th Anniversary Edition, яка складалася з ремастированих видань бек-каталогу King Crimson з нагоди 30-річчя.
Три роки по тому, у 2002 році, в архівах студії Virgin Records знайшлися оригінальні майстер-касети, на яких ще були присутні склеювальні стрічки між піснями, а перехід між піснями I Talk to the Wind та Epitaph ще не був створений. У 2004 році Саймон Гейворт зробив новий ремастер, використовуючи ці стереофонічні майстер-копії першого покоління, і того ж року він був випущений із 12-сторінковим буклетом. Цей реліз отримав назву Original Master Edition; він був створений за допомогою тієї ж технології HDCD і 24-бітної апаратури, що й ремастер 1999 року.
У жовтні 2009 року Фріпп разом із музикантом і продюсером Стівеном Вілсоном здійснили ремікс оригінальних майстер-записів у новому стереозвучанні та форматі об'ємного звуку 5.1 і випустили їх як ювілейне видання, присвячене 40-річчю альбому. Видання продавалося у трьох різних комплектаціях:
- набір із двох компакт-дисків зі старою й новою стереоверсіями;
- набір із CD і DVD із новими стерео- і 5.1-звучанням;
- шестидискова (5 CD + 1 DVD) версія з усіма міксами і бонусними аудіо- та відеотреками.

У 2010 році оригінальний стереомікс 1969 року був ремастирований і перевиданий на 200-грамовому надважкому вінілі. Це видання було зведене Джоном Дентом (John Dent) на студії Loud Mastering, схвалене Робертом Фріппом і містило код для завантаження на швидкості 320 кбіт/с оригінального вінілу 1969 року.
У 2019 році Стівен Вілсон знову реміксував альбом у форматі 5.1 і стерео для ювілейного бокс-сету, присвяченого 50-річчю альбому. Він висловив задоволення своїм реміксом 2009 року, але заявив, що ремікс до 50-річчя є значним покращенням: завдяки 10-річному досвіду Вілсону вдалося досягти того, що новий ремікс точніше відповідає оригінальному запису 1969 року. До складу бокс-сету входять три компакт-диски та Blu-ray. Blu-ray містить абсолютно нові стереозаписи і мікси 2019 року у форматі 5.1, закодовані з роздільною здатністю 24/96, Original Master Edition 2004 року з міксом 1969 року (також закодованим із роздільною здатністю 24/96), повну альтернативну версію альбому, зокрема мікси Стівена Вілсона 2019 року та інструментальні мікси 2019 року, а три компакт-диски бокс-сету містять новий стерео мікс 2019 року, розширене видання альтернативного альбому на Blu-ray та Original Master Edition, а також додаткові треки.

## Сприйняття
In the Court of the Crimson King отримав схвальні відгуки в британській музичній пресі. Нік Логан із журналу New Musical Express сказав, що хоча альбом недостатньо «обкатаний» на живих концертах, вплив різноманітних музичних стилів — попмузики, джазу та класики — дав «абсолютно оригінальний і скрізь захоплюючий» результат, і заявив, що «King Crimson на цьому шоу мають все необхідне, щоб бути великими». Melody Maker також зазначив, що альбом не повністю передає силу живих виступів гурту, але він «все одно має величезний вплив», і що «він вартий прослуховування». Журнал Disc and Music Echo описав альбом як «блискучу суміш мелодійності й екстазу, швидкого й повільного, атмосферного й електричного, і все це підкріплене словами Пітера Сінфілда». Журнал заявив, що «його потрібно слухати як єдине ціле» і дійшов висновку, що він «утвердить King Crimson як великий талант». У США Джон Мортленд (John Morthland) з Rolling Stone сказав, що King Crimson «поєднав аспекти багатьох музичних форм і створив сюрреалістичний твір великої сили й оригінальності». З іншого боку, критик Роберт Крістгау з журналу Village Voice охарактеризував альбом як «ерзац-лайно».
Пізніші рецензії на In the Court of the Crimson King були позитивними: AllMusic в оригінальній рецензії Ліндсі Планер (Lindsay Planer) схвалив його як «у певному сенсі пророчий: King Crimson створили безпросвітний і чіткий зразок пост-психоделічного року» і охарактеризував його як «визначальний» і «зухвалий». У рецензії на перевидання King Crimson 2009 року в журналі Classic Rock Александр Мілас (Alexander Milas) описав In the Court of the Crimson King як альбом, який «вибив двері музичних умовностей і назавжди закріпив за цими квінтесенційно британськими новаторами місце в історії року».
У своїй книзі Rocking the Classics, виданій у 1997 році, критик і музикознавець Едвард Макан (Edward Macan) зазначає, що альбом In the Court of the Crimson King — «імовірно, найвпливовіший альбом прогресивного року з усіх коли-небудь випущених». Далі Макан стверджує, що цей альбом є прикладом всіх важливих елементів зрілого жанру прог-року, і зазначає, що прогрокові тенденції, які лише в майбутньому перетворяться на традиції, сконцентрувалися в ньому в єдине полотно. Вплив цих змін, на його думку, полягає в тому, що альбом не тільки унаочнює тогочасний стан прогресивного року, а й визначає його подальший розвиток у цілому на десятиліття вперед.

В «Історії прогресивного року» Пола Стампа (Paul Stump. History of Progressive Rock), опублікованій того ж року, говориться:
Якщо можна сказати, що у прогресивного року як окремого жанру була певна відправна точка, то, імовірно, нею є якраз альбом In the Court of the Crimson King. У ньому присутні всі елементи, які характеризують зрілість прогресиву: джазові й блюзові мотиви строго вписані в загальну композиційну структуру, окреслену західними класичними симфонічними аранжуваннями за допомогою меллотрона… Вражаюче віртуозні мелодії окремих інструментів та їх сумісні переривчасто-ритмічні пасажі на межі збочення також є компонентами єдиного тонального цілого, яке, утім, залишається доступним будь-якому слухачеві як класичної, так і попмузики.
Стамп також зазначив, що хоча альбом визначається авангардизмом і виточеними аранжуваннями, він все ж спілкується мовою, доступною цінителям року.

## Визнання
Піт Таунсенд, лідер гурту The Who назвав альбом «надприродним шедевром». У Classic Special Edition Pink Floyd & The Story of Prog Rock альбом посів 4-те місце у списку «40 космічних рок-альбомів». За версією журналу Classic Rock, альбом увійшов до списку «50 альбомів, які створили прогрок». У 2014 році читачі журналу Rhythm голосуванням присудили його партіям ударних 8-ме місце в історії прогресивного року. У 2015 році журнал Rolling Stone назвав In the Court of the Crimson King 2-м альбомом у рейтингу альбомів прогресивного року всіх часів: він поступився лише альбому The Dark Side of the Moon гурту Pink Floyd. Альбом також увійшов до книги «1001 альбом, які ви повинні почути, перш ніж померти». Він посів 193-тє місце у списку «1000 найкращих альбомів усіх часів» Коліна Ларкіна.
Хіпхоп-виконавець Каньє Вест використав семпли 21st Century Schizoid Man у своїй пісні Power зі свого альбому My Beautiful Dark Twisted Fantasy 2010 року. У 2022 році компанія Declan Colgan Music Ltd, власник механічної ліцензії на пісню, подала судовий позов до Веста, стверджуючи, що він використав семпли без ліцензії.

## Список композицій

### Сторона 1
1. 21st Century Schizoid Man (including Mirrors) — 7:24
2. I Talk to the Wind — 6:04
3. Epitaph — 8:49

Тривалість — 22:17

### Сторона 2
1. Moonchild — 12:13
2. The Court of the Crimson King[en] — 9:26

Тривалість — 21:39

### Розширений та відновлений оригінальний альбом
1. 21st Century Schizoid Man (Radio Version) — 6:41
2. Talk to the Wind (Duo Version) — 11:44
3. A Man, a City (Live at the Fillmore West) — 4:45

Тривалість — 23:10
- Після закінчення The Court of the Crimson King на деяких виданнях є прихований трек, який звучить з 9:41 до 10:00[62].
- Хронометраж на внутрішній стороні обкладинки оригінальних видань, де вказано, що загальна тривалість альбому становить 42:00, є невірним.

## Учасники запису
- Роберт Фріпп — акустична та електронна гітара
- Майкл Джайлз[en] — ударні, перкусія, бек-вокал
- Іен Макдональд[en] — саксофон, флейта, кларнет, бас-кларнет, мелотрон, орган, бек-вокал та ін.
- Грег Лейк — вокал, бас
- Пітер Сінфілд[en] — слова пісень